# Jože Trstenjak
Jože Trstenjak, slovenski zdravnik kirurg in predavatelj, * 1. februar 1930, Maribor
Stažiral je v Kopru. Po specializaciji iz kirurgije je eno leto delal v nemškem Remscheidu. Leta 1962 je začel delati v izolski bolnišnici, kjer je ostal do upokojitve. Občasno je predaval kirurgijo na srednji zdravstveni šoli v Piranu.

## Odlikovanja in nagrade
- Leta 2000 je prejel častni znak svobode Republike Slovenije z naslednjo utemeljitvijo: »za dolgoletno nesebično in požrtvovalno zdravniško delo«[3].

- Leta 2010 je na kongresu je združenje kirurgov Slovenije dobil naziv častni član za utemeljitev zdravstva v Istri in razvoj izolske bolnišnice ter zlasti kirurgije v njej.[4]